# Hofanlage Lechterstraße 78
Die Hofanlage Lechterstraße 78 in Berne-Hiddigwarden an der Ollen stammt aus dem 19. Jahrhundert.
Aktuell (2023) wird sie wohl landwirtschaftlich genutzt.
Die Gebäude stehen unter Denkmalschutz (siehe auch Liste der Baudenkmale in Berne).

## Beschreibung
Die Hofanlage besteht aus:
- dem größeren eingeschossigen giebelständigen massiven verklinkerten Wohn- und Wirtschaftsgebäude von 1885 (Inschrift) als Vierständer-Hallenhaus mit Krüppelwalmdach, Niedersachsengiebel mit Uhlenloch, Groote Door mit Korbbogen sowie mit Kantenlisenen, Konsolfriesen am Giebel und Rahmungen der Fensterbögen,[2]
- dem kleineren eingeschossigen traufständigen Wohn- und Wirtschaftsgebäude vom Anfang des 19. Jahrhunderts als Zweiständer-Hallenhaus in Fachwerk mit Steinausfachungen und Walmdach; der Wirtschaftsgiebel wurde in Backstein ersetzt,[3]
- der eingeschossigen giebelständigen Scheune aus der zweiten Hälfte des 19. Jahrhunderts in verbohltem Fachwerk in Ankerbalkenkonstruktion mit Satteldach und Querdurchfahrt sowie neueren Anbauten,[4]
- einem eingeschossigen Nebengebäude mit Satteldach
- sowie weitere nicht denkmalgeschützten Nebenanlagen.

Das Landesdenkmalamt befand: „… geschichtliche Bedeutung … als beispielhafte Hofanlage des 19. Jhs. … .“